# USS Enright (DE-216)
USS Enright (DE-216/APD-66) là một tàu hộ tống khu trục lớp Buckley được Hải quân Hoa Kỳ chế tạo trong Chiến tranh Thế giới thứ hai. Tên nó được đặt theo Thiếu úy Hải quân Robert Paul Francis Enright (1916-1942), người từng phục vụ trên tàu khu trục Hammann (DD-412) và đã tử trận trong Trận Midway vào ngày 6 tháng 6, 1942. Nó đã phục vụ trong chiến tranh cho đến năm 1945, khi được cải biến thành một tàu vận chuyển cao tốc mang ký hiệu lườn APD-66, và tiếp tục phục vụ cho đến khi chiến tranh kết thúc. Con tàu xuất biên chế năm 1946, rồi được chuyển cho Ecuador năm 1967, và tiếp tục phục vụ cùng Hải quân Ecuador như là chiếc BAE 25 de Julio (E-12) cho đến khi ngừng hoạt động và bị tháo dỡ năm 1989. Enright được tặng thưởng một Ngôi sao Chiến trận do thành tích phục vụ trong Thế Chiến II.

## Thiết kế và chế tạo
Những chiếc thuộc lớp tàu hộ tống khu trục Buckley có chiều dài chung 306 ft (93 m), mạn tàu rộng 37 ft 1 in (11,30 m) và độ sâu mớn nước khi đầy tải là 11 ft 3 in (3,43 m). Chúng có trọng lượng choán nước tiêu chuẩn 1.400 tấn Anh (1.400 t); và lên đến 1.740 tấn Anh (1.770 t) khi đầy tải. Hệ thống động lực bao gồm hai turbine hơi nước General Electric công suất 13.500 mã lực (10.100 kW), dẫn động hai máy phát điện công suất 9.200 kilôwatt (12.300 hp) để vận hành hai trục chân vịt;  công suất 12.000 hp (8.900 kW) cho phép đạt được tốc độ tối đa 23 kn (26 mph; 43 km/h), và có dự trữ hành trình 6.000 nmi (6.900 mi; 11.000 km) khi di chuyển ở vận tốc đường trường 12 kn (14 mph; 22 km/h).
Vũ khí trang bị bao gồm ba pháo 3 in (76 mm)/50 cal trên tháp pháo nòng đơn có thể đối hạm hoặc phòng không, một khẩu đội 1,1 inch/75 caliber bốn nòng và tám pháo phòng không Oerlikon 20 mm. Vũ khí chống ngầm bao gồm một dàn súng cối chống tàu ngầm Hedgehog Mk. 10 (có 24 nòng và mang theo 144 quả đạn); hai đường ray Mk. 9 và tám máy phóng K3 Mk. 6 để thả mìn sâu. Khác biệt đáng kể so với lớp Evarts dẫn trước là chúng có thêm ba ống phóng ngư lôi Mark 15 21 inch (533 mm). Thủy thủ đoàn đầy đủ bao gồm 186 sĩ quan và thủy thủ.
Enright được đặt lườn tại Xưởng hải quân Philadelphia ở Philadelphia, Pennsylvania vào ngày 22 tháng 2, 1943. Nó được hạ thủy vào ngày 29 tháng 5, 1943; được đỡ đầu bởi bà Katherine L. Enright, mẹ Thiếu úy Enright, và nhập biên chế vào ngày 21 tháng 9, 1943 dưới quyền chỉ huy của Hạm trưởng, Thiếu tá Hải quân Adolphe Wildner.

## Lịch sử hoạt động

### USSEnright
Sau khi hoàn tất chuyến đi chạy thử máy huấn luyện tại khu vực Bermuda, từ ngày 15 tháng 11 đến ngày 9 tháng 12, 1943, Enright thực hiện hai chuyến hộ tống đoàn tàu vận tải đến Argentia, Newfoundland trước khi nhận nhiệm vụ hộ tống vận tải vượt Đại Tây Dương. Trong một năm tiếp theo nó đã hoàn tất sáu chuyến hộ tống vận tải khứ hồi sang các cảng Anh cùng một chuyến khác sang Oran, Algeria.
Đang trên đường quay trở về Hoa Kỳ trong một chuyến đi vào ngày 16 tháng 4, 1944, Enright mắc tai nạn va chạm khi bị một tàu buôn trong đoàn tàu vận tải va phải. Nó bị thủng một lổ kéo dài 65 ft (20 m) bên mạn trái, làm ngập nước khoang nghỉ thủy thủ đoàn phía trước tàu và khiến nó bị nghiêng 9°. Hoạt động kiểm soát hư hỏng có hiệu quả đã giúp con tàu ngăn chặn việc ngập nước và quay về đến cảng New York an toàn. Việc sửa chữa nó kéo dài mất một tháng.
Được xếp lại lớp vào ngày 21 tháng 1, 1945 và mang ký hiệu lườn mới APD-66, Enright được cải biến tại Xưởng hải quân Boston thành một tàu vận chuyển cao tốc thuộc lớp Charles Lawrence vào đầu năm 1945, và khởi hành từ Norfolk, Virginia vào ngày 7 tháng 4 để hướng sang khu vực Mặt trận Thái Bình Dương. Nó đã huấn luyện tại Trân Châu Cảng trong hai tuần trước khi hộ tống một đoàn tàu vận tải đi Eniwetok và Ulithi, rồi tiếp tục hành trình, đi đến ngoài khơi Okinawa vào ngày 11 tháng 6. Ngoại trừ một giai đoạn hai tuần lễ trong tháng 7 phục vụ hộ tống một đoàn tàu vận tải đi từ Leyte, Philippines đến Okinawa, con tàu đã hoạt động tuần tra chống tàu ngầm tại khu vực phụ cận Okinawa cho đến ngày 24 tháng 7. Trong một tháng tiếp theo nó đảm nhiệm việc vận chuyển thư tín tại khu vực Nam Philippines và đến vịnh Brunei, Borneo.
Sau khi Nhật Bản đã chấp nhận đầu hàng vào ngày 15 tháng 8 giúp kết thúc cuộc xung đột, Enrightrời vịnh Leyte vào ngày 21 tháng 8 để hộ tống một đoàn tàu vận tải đi đến vịnh Tokyo. Nó quay trở lại Manila để bắt đầu một loạt các chuyến hộ tống vận tải đưa lực lượng chiếm đóng đi sang Nhật Bản và Trung Quốc. Con tàu rời Manila vào ngày 2 tháng 12 cho hành trình quay trở về vùng bờ Đông Hoa Kỳ, về đến Norfolk vào ngày 11 tháng 1, 1946. Con tàu được cho xuất biên chế tại Green Cove Springs, Florida, vào ngày 21 tháng 6, 1946 và được đưa về Hạm đội Dự bị Đại Tây Dương. Tên nó được cho rút khỏi danh sách Đăng bạ Hải quân sau khi chuyển giao cho Ecuador vào ngày 31 tháng 3, 1978.

### BAE25 de Julio
Trong khuôn khổ Chương trình Viện trợ Quân sự, chiếc tàu vận chuyển cao tốc được chuyển cho Ecuador vào ngày 14 tháng 7, 1967 và phục vụ càng Hải quân  như là chiếc BAE 25 de Julio (E-12). Nó được đổi tên và xếp lại lớp thành tàu frigate BAE Morán Valverde (D-01) vào năm 1975. Chính phủ mua lại quyền sở hữu con tàu vào ngày 30 tháng 8, 1978; nó ngừng hoạt động và bị tháo dỡ năm 1989.

## Phần thưởng
Enright được tặng thưởng một Ngôi sao Chiến trận do thành tích phục vụ trong Thế Chiến II.
|  |             |  |
|  | Bronze star |  |
|  |             |  |

| Huân chương Phục vụ Trung Hoa        |                                                                         |                                                    |
| Huân chương Chiến dịch Hoa Kỳ        | Huân chương Chiến dịch Châu Á-Thái Bình Dương với 1 Ngôi sao Chiến trận | Huân chương Chiến dịch Châu Âu-Châu Phi-Trung Đông |
| Huân chương Chiến thắng Thế Chiến II | Huân chương Phục vụ Chiếm đóng Hải quân                                 | Huân chương Giải phóng Philippine (Philippine)     |